# Pseudopachychaeta mizuhonica
Pseudopachychaeta mizuhonica är en tvåvingeart som beskrevs av Kanmiya 1983. Pseudopachychaeta mizuhonica ingår i släktet Pseudopachychaeta och familjen fritflugor. Inga underarter finns listade i Catalogue of Life.